# District de Futami
Le district de Futami (二海郡, Futami-gun) est un district de la sous-préfecture d'Oshima au Japon.
Au 1er mars 2015, sa population était estimée à 17 669 habitants pour une superficie de 956,02 km2.

## Commune du district
- Yakumo